# Systasis nigra
Systasis nigra är en stekelart som beskrevs av Sureshan 2002. Systasis nigra ingår i släktet Systasis och familjen puppglanssteklar. Arten är bara känd ifrån Kerala i Indien. Inga underarter finns listade i Catalogue of Life.